# Utscheid

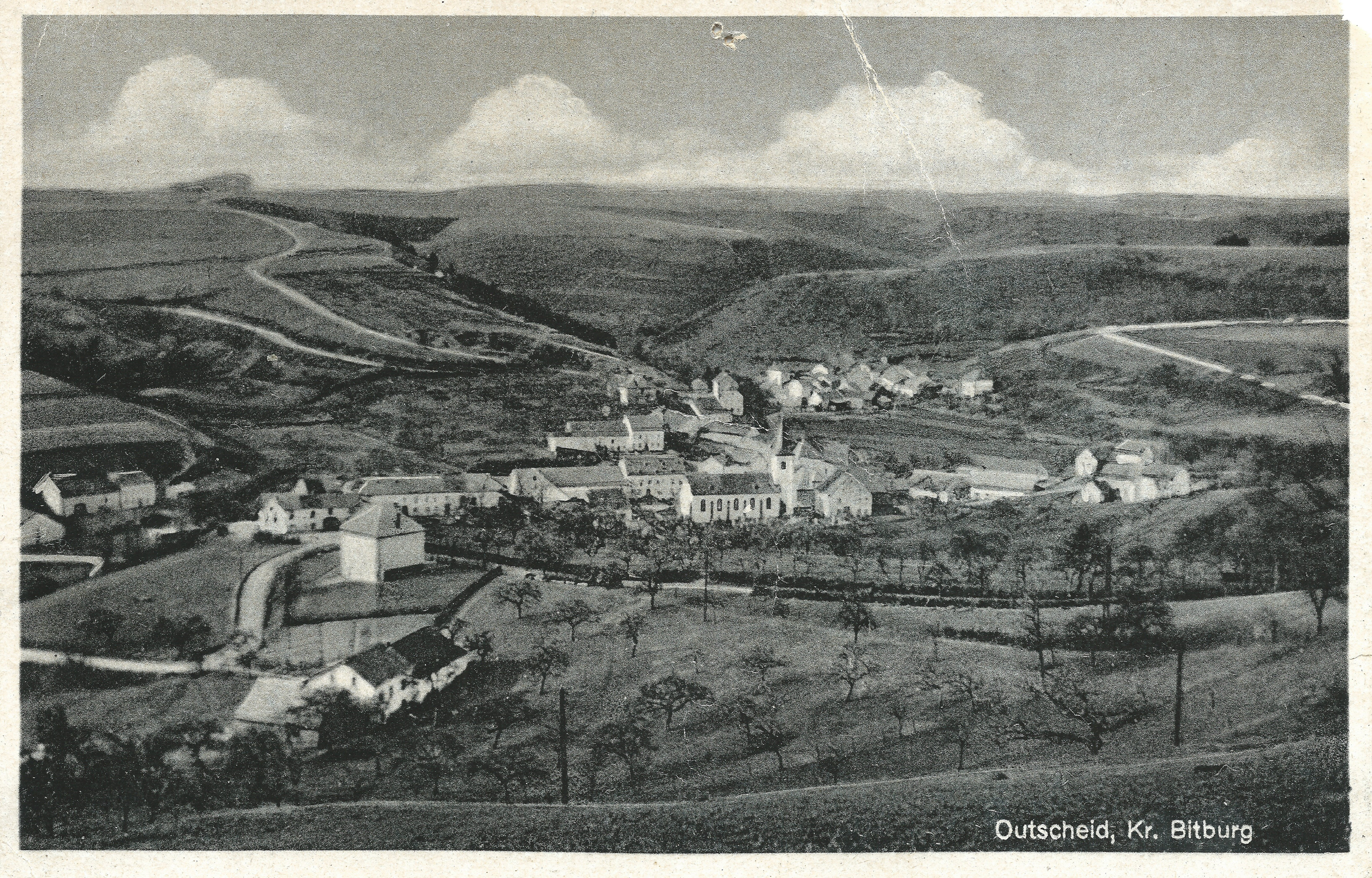
Utscheid, historische Ansicht

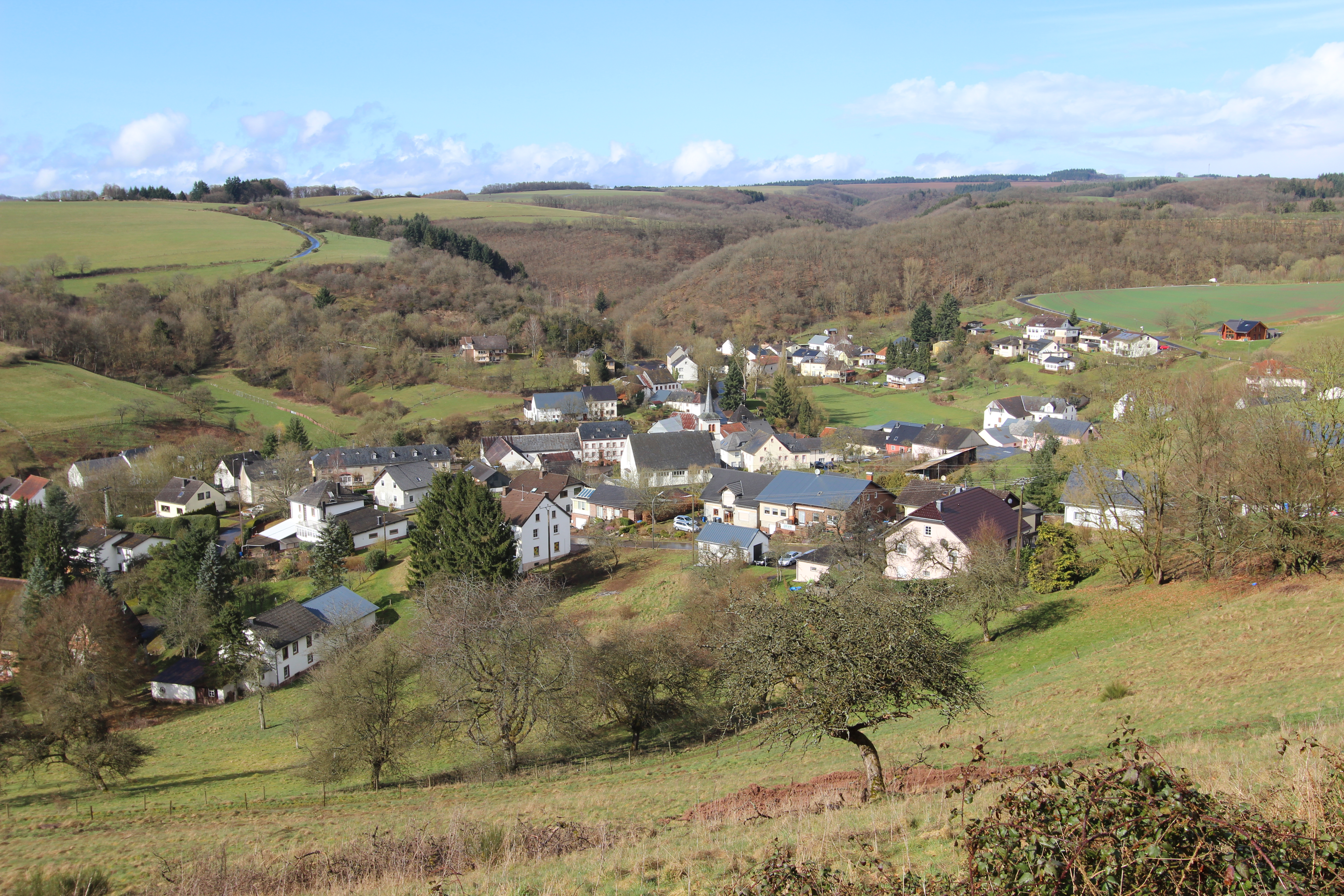
Utscheid, heute

Utscheid ist eine Ortsgemeinde im Eifelkreis Bitburg-Prüm in Rheinland-Pfalz. Sie gehört der Verbandsgemeinde Südeifel an.

## Geographie
Utscheid liegt im Naturpark Südeifel. Erwähnenswert ist der durch den Ort fließende Michelbach, der bei Niederraden in den Radenbach mündet.
Neben dem Hauptort gehören die Ortsteile Buscht, Neuhaus mit dem Wohnplatz Hamerskaul und Rußdorf mit dem Wohnplatz Glashütte zur Gemeinde.
| Fischbach-Oberraden      |                                             | Weidingen    |
|                          | Kompassrose, die auf Nachbargemeinden zeigt | Hütterscheid |
| Niederraden und Sinspelt | Brimingen                                   | Baustert     |

## Geschichte
Die Gegend um Utscheid war ausweislich von Funden schon in der Römerzeit und der Keltenzeit besiedelt. 1885 wurde südwestlich des Ortes ein Brandgräberfeld aus dem 1. und 2. Jahrhundert n. Chr. zerstört. Bei Nachuntersuchungen konnten zahlreiche Keramikscherben beobachtet werden.
In einer Tongrube in Utscheid wurde 1962 ein Gräberfeld aus der jüngeren Bronzezeit (1200 – 700 v. Chr.) entdeckt. Mehrere Gefäße bargen die Asche der Toten. Die reiche Dekoration der Keramik beruht aus wenigen, einfachen Elementen: Linie, Punkt und Keil. Die Funde wurden öffentlich ausgestellt und können im Kreismuseum Bitburg-Prüm besichtigt werden.
Der Ort Utscheid wurde 1330 erstmals unter dem Namen Oizscheit oder Oytscheit in einer Abgabenliste urkundlich erwähnt. Er gehörte zur Herrschaft Neuerburg. Im Laufe des Dreißigjährigen Krieges fiel der Ort wüst. Visitationsakten von 1712 berichteten über den Bauzustand der Kirche, die 1746 durch einen Neubau ersetzt wurde. Von der alten Kirche blieb nur das Untergeschoss des Turmbaus erhalten. Seit den 1770er-Jahren wurde hier eine Glashütte betrieben. Diese wurde 1796 von Johann Dominik Laeis aufgekauft, um sie daraufhin zu schließen.
Bis zum Ende des 18. Jahrhunderts gehörte Utscheid zur Herrschaft Neuerburg im Herzogtum Luxemburg und war der Meierei Weidingen zugeordnet.
Im Jahr 1794 hatten französische Revolutionstruppen die Österreichischen Niederlande, zu denen das Herzogtum Luxemburg gehörte, besetzt und im Oktober 1795 annektiert. Von 1795 bis 1814 gehörte der Ort zum Kanton Neuerburg im Wälderdepartement. Utscheid war Sitz einer Mairie.
Im Jahr 1815 wurde das ehemals luxemburgische Gebiet östlich der Sauer und der Our auf dem Wiener Kongress dem Königreich Preußen zugeordnet. Damit kam Utscheid 1816 zum Kreis Bitburg im Regierungsbezirk Trier in der Provinz Großherzogtum Niederrhein, die 1822 in der Rheinprovinz aufging. Utscheid wurde Amtssitz der gleichnamigen Bürgermeisterei. Zur Bürgermeisterei gehörten die Gemeinden Brimingen, Burg, Fischbach, Niederraden, Oberraden und Sinspelt.
Nach dem Ersten Weltkrieg gehörte das Gebiet zum französischen Teil der Alliierten Rheinlandbesetzung. Nach dem Zweiten Weltkrieg wurde Utscheid innerhalb der französischen Besatzungszone Teil des damals neu gebildeten Landes Rheinland-Pfalz.
Am 1. März 1971 wurde Outscheid in Utscheid umbenannt.
Bevölkerungsentwicklung

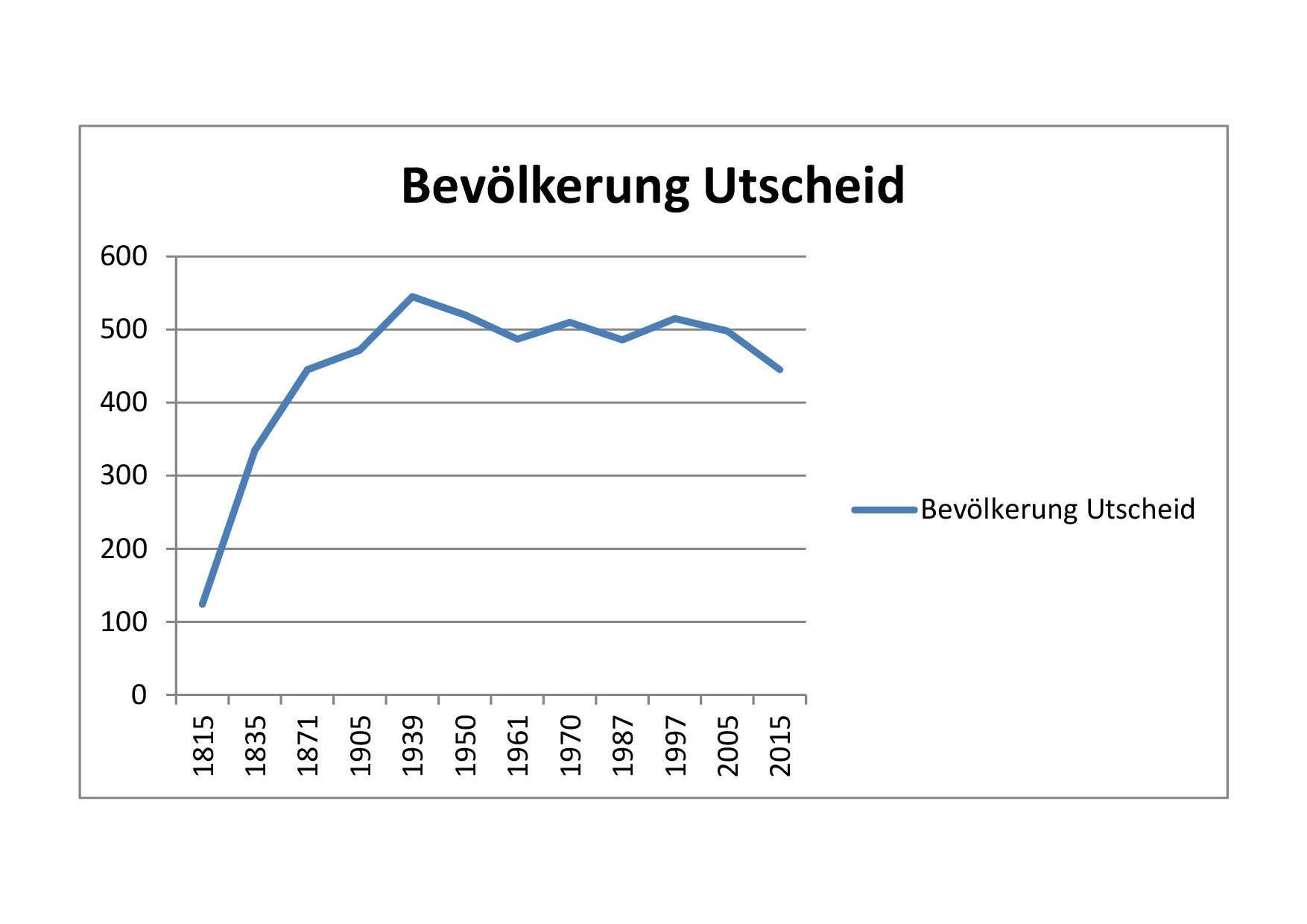
Bevölkerungsentwicklung Utscheid

Die Entwicklung der Einwohnerzahl der Gemeinde Utscheid, die Werte von 1871 bis 1987 beruhen auf Volkszählungen:
| Jahr | Einwohner |
| ---- | --------- |
| 1815 | 124       |
| 1835 | 335       |
| 1871 | 445       |
| 1905 | 472       |
| 1939 | 545       |
| 1950 | 520       |
| 1961 | 487       |

| Jahr | Einwohner |
| ---- | --------- |
| 1970 | 510       |
| 1987 | 486       |
| 1997 | 515       |
| 2005 | 498       |
| 2011 | 459       |
| 2017 | 434       |
| 2018 | 428       |

## Politik

### Gemeinderat

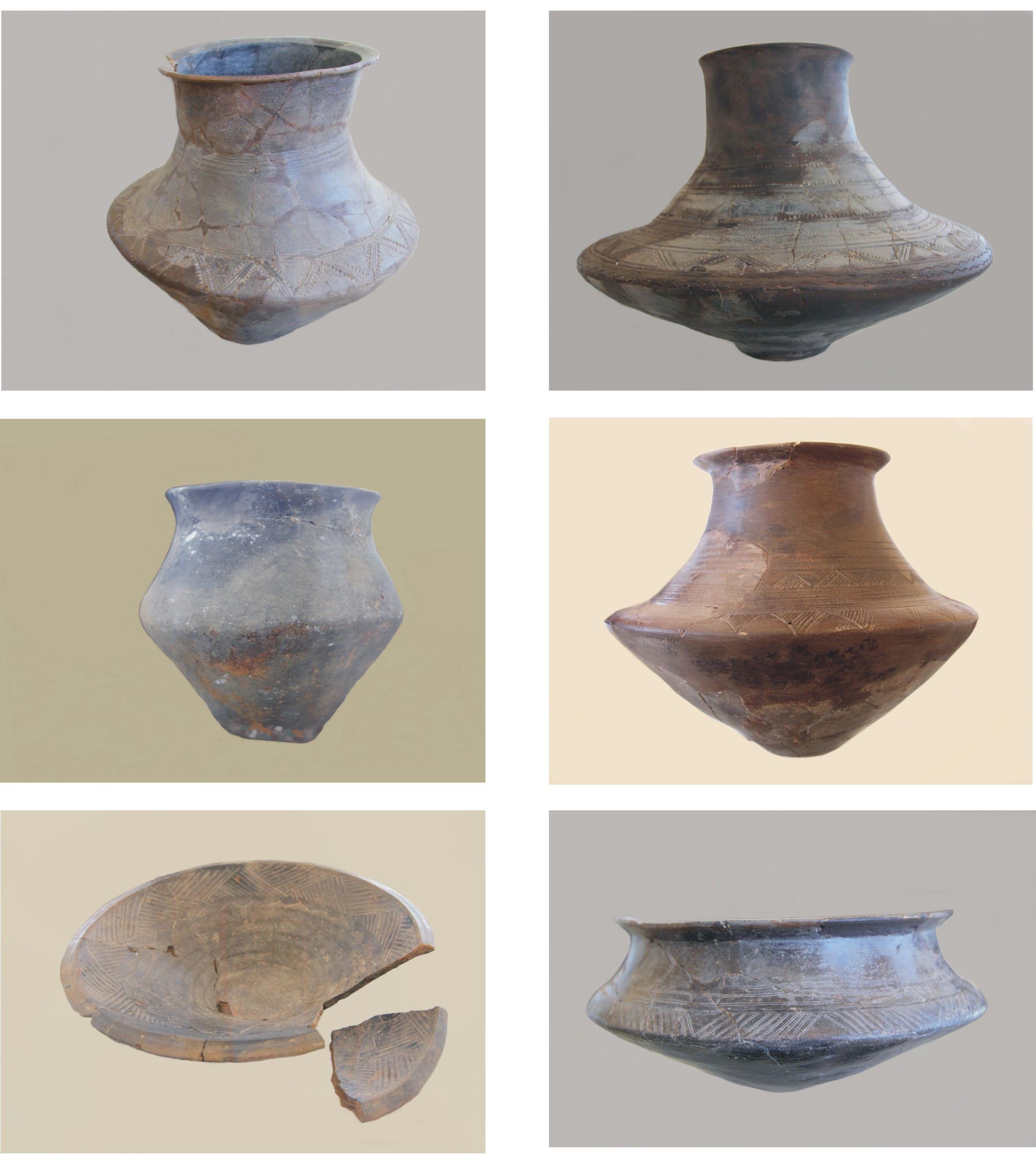
Die Keramikfunde aus der Tongrube Utscheid befinden sich im Kreismuseum Bitburg-Prüm

Der Gemeinderat in Utscheid besteht aus acht Ratsmitgliedern, die bei der Kommunalwahl am 9. Juni 2024 in einer Mehrheitswahl gewählt wurden, und dem ehrenamtlichen Ortsbürgermeister als Vorsitzendem. Bis 2009 gehörten dem Gemeinderat zwölf Ratsmitgliedern an.

### Bürgermeister
Johann Reuter wurde 2014 Ortsbürgermeister von Utscheid. Bei der Direktwahl am 26. Mai 2019 wurde er mit einem Stimmenanteil von 89,32 % und am 9. Juni 2024 als einziger Bewerber mit 72,9 % für jeweils weitere fünf Jahre in seinem Amt bestätigt.
Reuters Vorgänger als Ortsbürgermeister war bis 2014 Alexander Stellmes.

### Wappen
| Wappen von Utscheid | Blasonierung: „Schild durch aufsteigende, eingebogene, erniedrigte Spitze, darin in Blau ein silbernes Schildchen mit schwarzem Schrägbalken, gespalten; vorne in Silber ein roter Turm mit schwarzem Turmhelm, hinten in Rot ein senkrechter goldener Schlüssel.“ |
| Wappen von Utscheid | Wappenbegründung: Der Apostelfürst Petrus ist der Patron der Kirche und Pfarrei Utscheid. St. Petrus wird mit dem Schlüssel dargestellt, hinten im Wappen. Der alte Wasserturm im Wappen vorne ist ein Wahrzeichen der Gemeinde Utscheid. Der Raum Utscheid gehörte früher zur Herrschaft Neuerburg, das symbolisiert das kleine Wappen Friedrichs von Neuerburg in der unteren Spitze des Wappens. |

## Kultur und Sehenswürdigkeiten

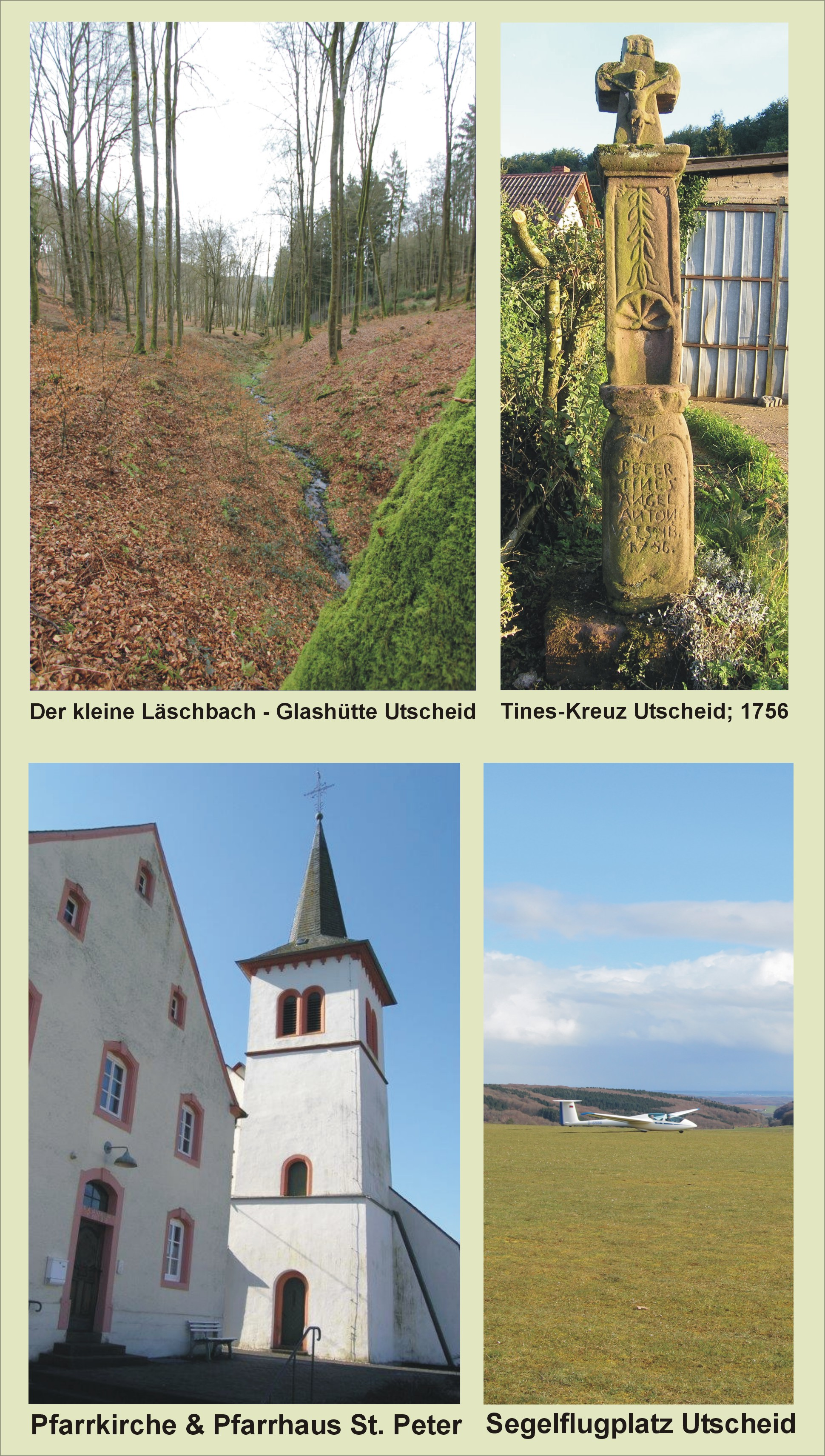
Sehenswürdigkeiten in Utscheid

### Bauwerke
- Die Kirche St. Peter von 1746, mit teils aus dem Mittelalter erhaltenem Turm, verfügt über eine umfangreiche barocke Ausstattung
- Katholisches Pfarrhaus von 1767
- Der 16 m hohe kreisrunde Wasserturm aus dem Jahr 1956 – und 1993 durch Oswald Mathias Ungers umgebaut ⊙[15][16][17]
- Zweiseitgehöft mit stattlichem Wohnhaus von 1800[18]
- Tineskreuz von 1756 ⊙
- Wohn- und Ferienhaus Villa Glashütte mit Satteldach, in den Jahren 1986–88 von Oswald Mathias Ungers erbaut, am Rande der Gemeindegrenze, südlich der Ortschaften Buscht und Russdorf, in einem Waldtal am Läschbach auf dem Gelände der ehemaligen Glashütte ⊙[19][20]
- Gemeindehaus – ein Umbau des Wohn- und Lagerhauses des früheren Landesproduktenhandels Weber durch Oswald Mathias Ungers[21]

Siehe auch: Liste der Kulturdenkmäler in Utscheid

### Grünflächen und Naherholung
- Naturschutzgebiet „Tongrube bei Utscheid“ ⊙[22]
- Wanderrouten z. B. Michelbachtal, Glashütte oder Fischbach[23]
- Premium-Wanderwege des Naturparks Südeifel[24]
- Segelfluggelände Utscheid

Siehe auch: Liste der Naturschutzgebiete im Eifelkreis Bitburg-Prüm

### Regelmäßige Veranstaltungen
- Jährliches Kirmes- bzw. Kirchweihfest wird am Sonntag nach dem 29. Juni (Peter u. Paul) gefeiert.
- Traditionelles Ratschen oder Klappern am Karfreitag und Karsamstag
- Hüttenbrennen am ersten Wochenende nach Aschermittwoch (sogenannter Scheef-Sonntag)[25][26]

## Wirtschaft und Infrastruktur

### Unternehmen
Einzelhandel und Handwerk sind Teil einer kleinen dorfgerechten Wirtschaftsstruktur. Ihre Vertreter
sind zwei Autohändler und eine Näherin. Ein Ingenieurbüro, ein Betreuungsbüro, eine
Versicherungsagentur sowie ein Heizungstechniker bieten ebenso ihre Dienstleistungen an.
Neben Pensionen und einer Ferienwohnung, bietet ein Campingplatz weitere Übernachtungsmöglichkeiten.
Im Jahre 2011 wurde das Solarkraftwerk Utscheid-Neuhaus (Eifel) der Osloer Firma Scatec Solar gebaut. Die 47.000 m² große Anlage auf der Konversionsfläche der alten („Ziegelei Neuhaus“ ⊙) erzeugt eine Jahresproduktion von 2,3 Mio. Kilowattstunden und kann ca. 600 Haushalte mit Strom versorgen. Investitionsvolumen betrug 5 Mio. €.
Siehe auch: Liste von Kraftwerken in Deutschland

### Medien
Am 31. Dezember 2012 war Utscheid mit einer Verschuldung von 12.200 € pro Einwohner die Gemeinde mit der höchsten Pro-Kopf-Verschuldung in Rheinland-Pfalz.
Am 31. Dezember 2017 betrug die Pro-Kopf-Verschuldung noch 9.231 €.

### Bildung
Schulen im Umkreis von 15 km sind: Ganztagsschule Grundschule Hildegardis in Mettendorf, Grund- und Realschule plus in Neuerburg, Gymnasium in Biesdorf, Gymnasium Neuerburg, Aufbaugymnasium Neuerburg, Kolleg am Gymnasium in Neuerburg, Volkshochschule Südeifel in Neuerburg.

### Verkehr
Die Gemeinde ist durch die Landesstraße 8 und der Bundesstraße 50 erschlossen.

## Persönlichkeiten
- Johann Peter Steffes (1883–1955), Lehrstuhl für Religionsphilosophie und Religionsgeschichte 1927–1952 der Westfälischen Wilhelms-Universität Münster[30][31]
- Oswald Mathias Ungers (1926–2007), deutscher Architekt und Architekturtheoretiker
- Herbert Fandel (* 1964), ehemaliger Bundesliga- und FIFA-Schiedsrichter

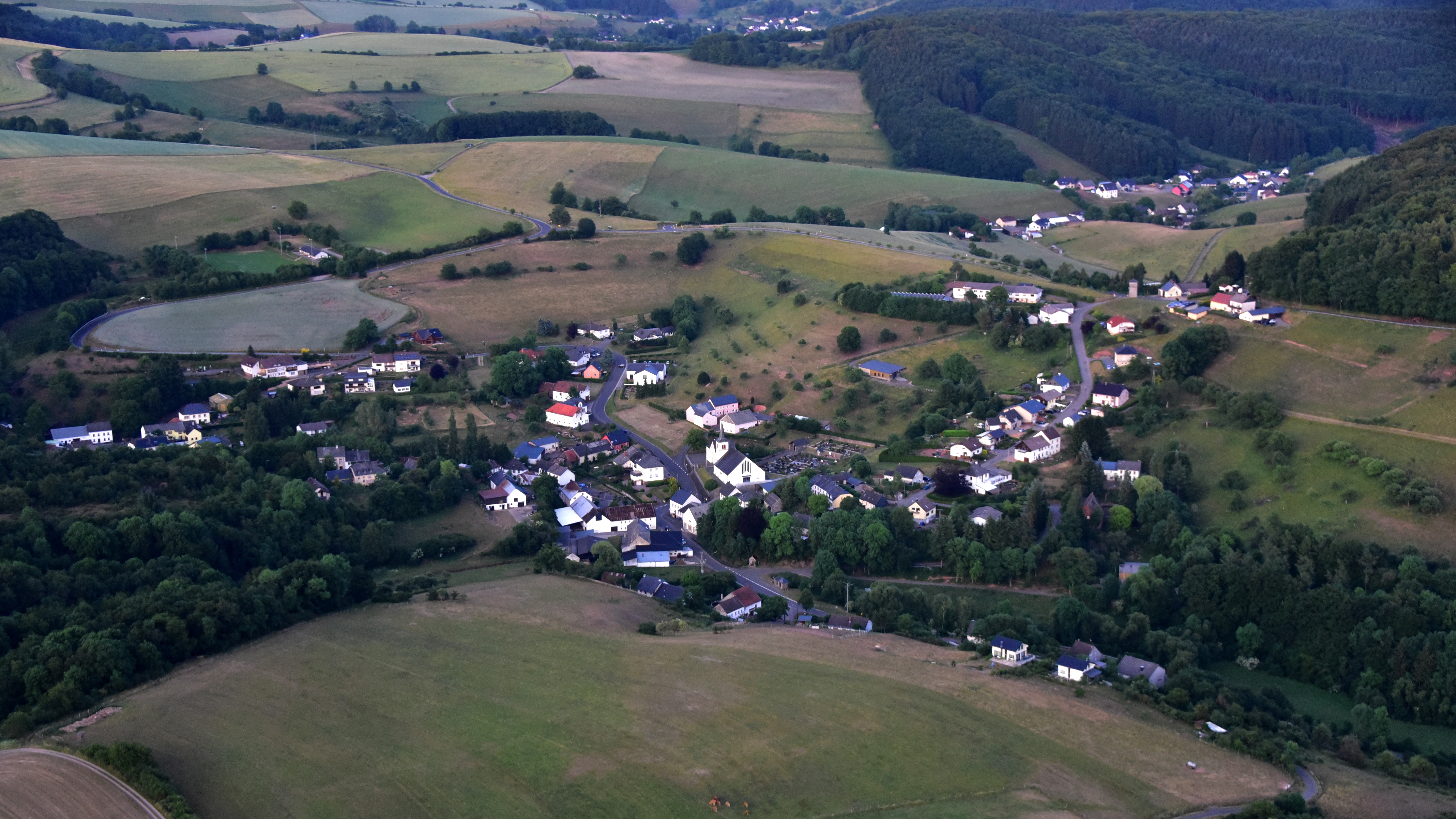
Utscheid, Luftaufnahme (2017)
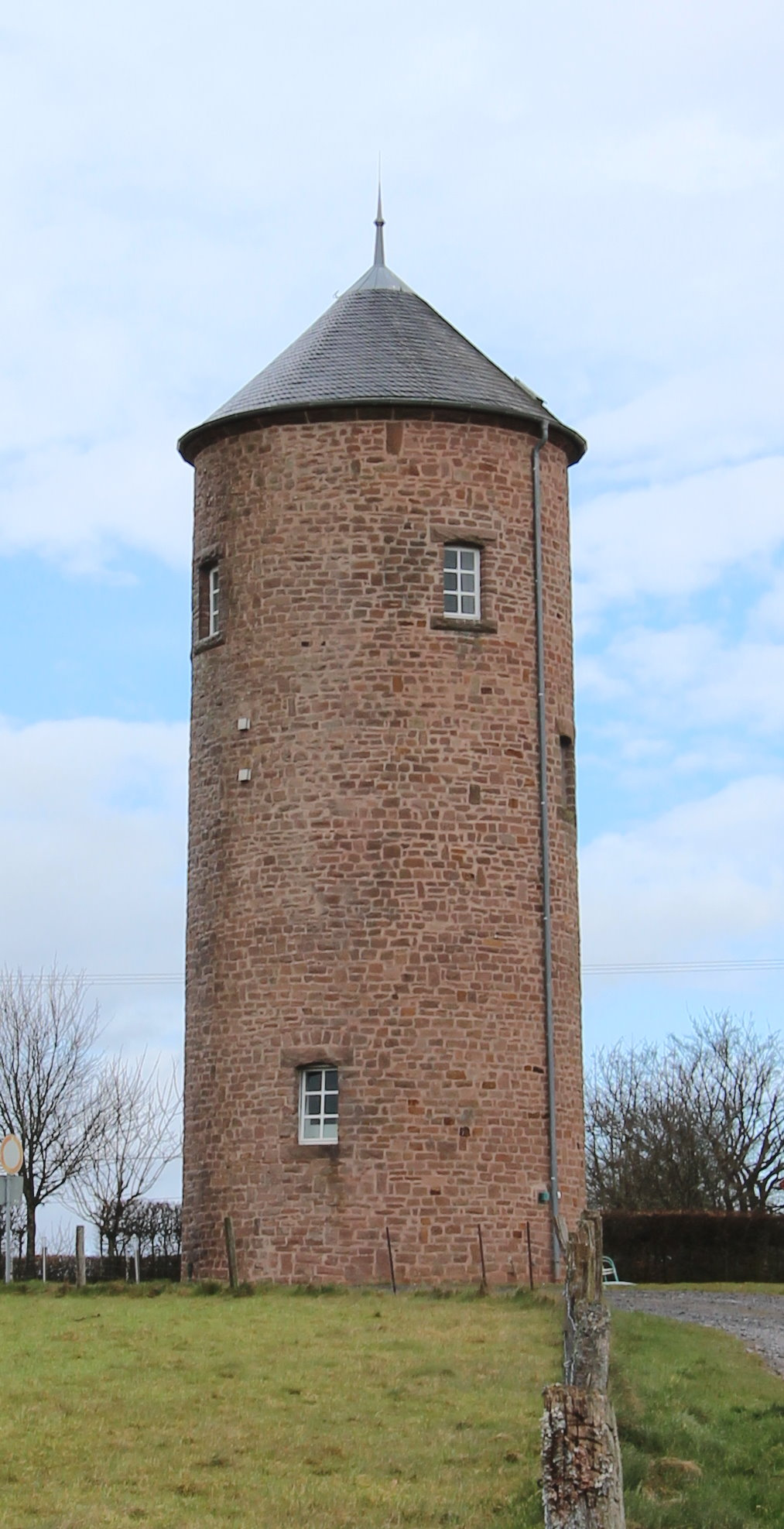
Wasserturm Buscht
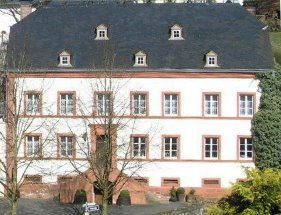
Zweiseitgehöft Schulstraße 1
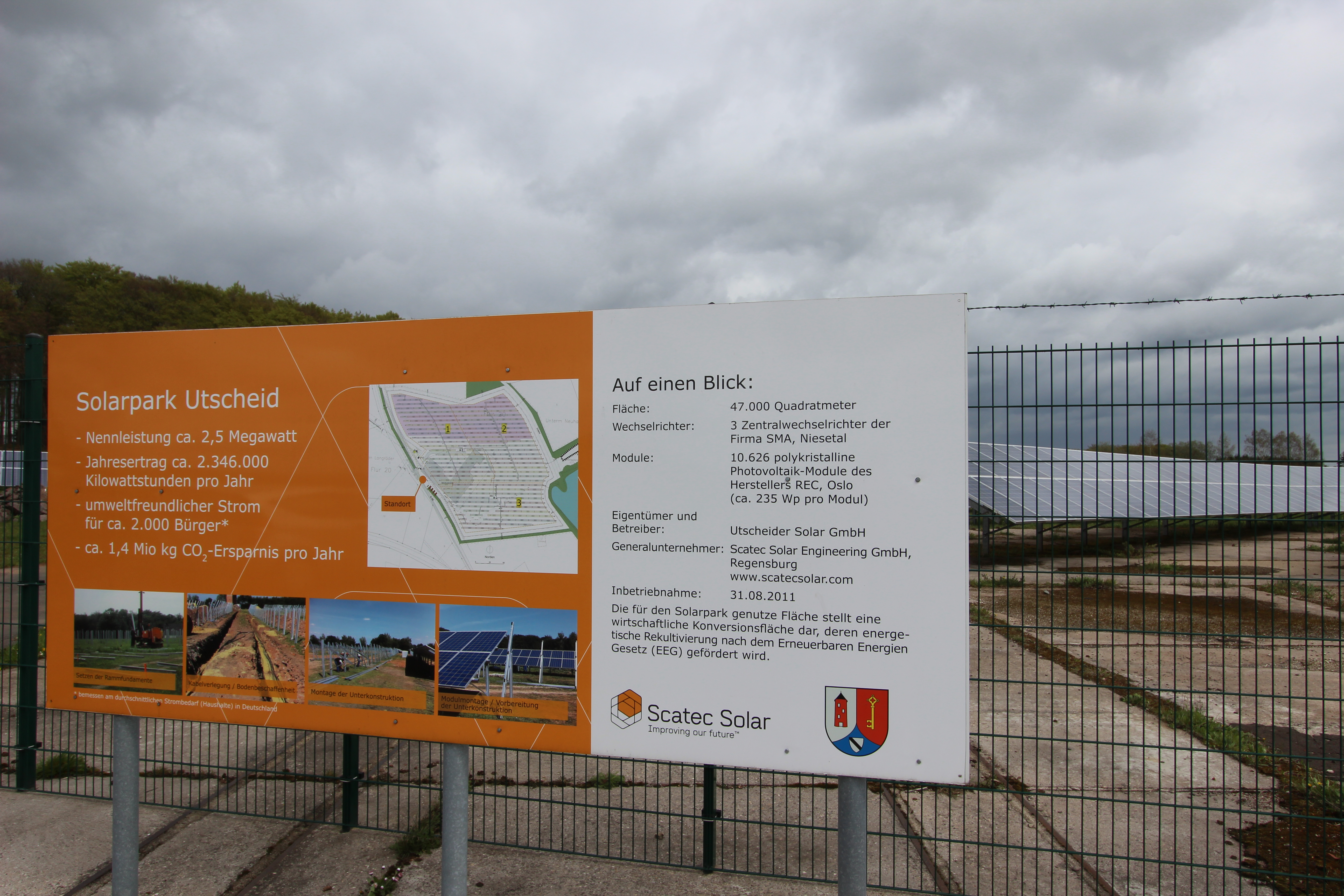
Solarpark Utscheid
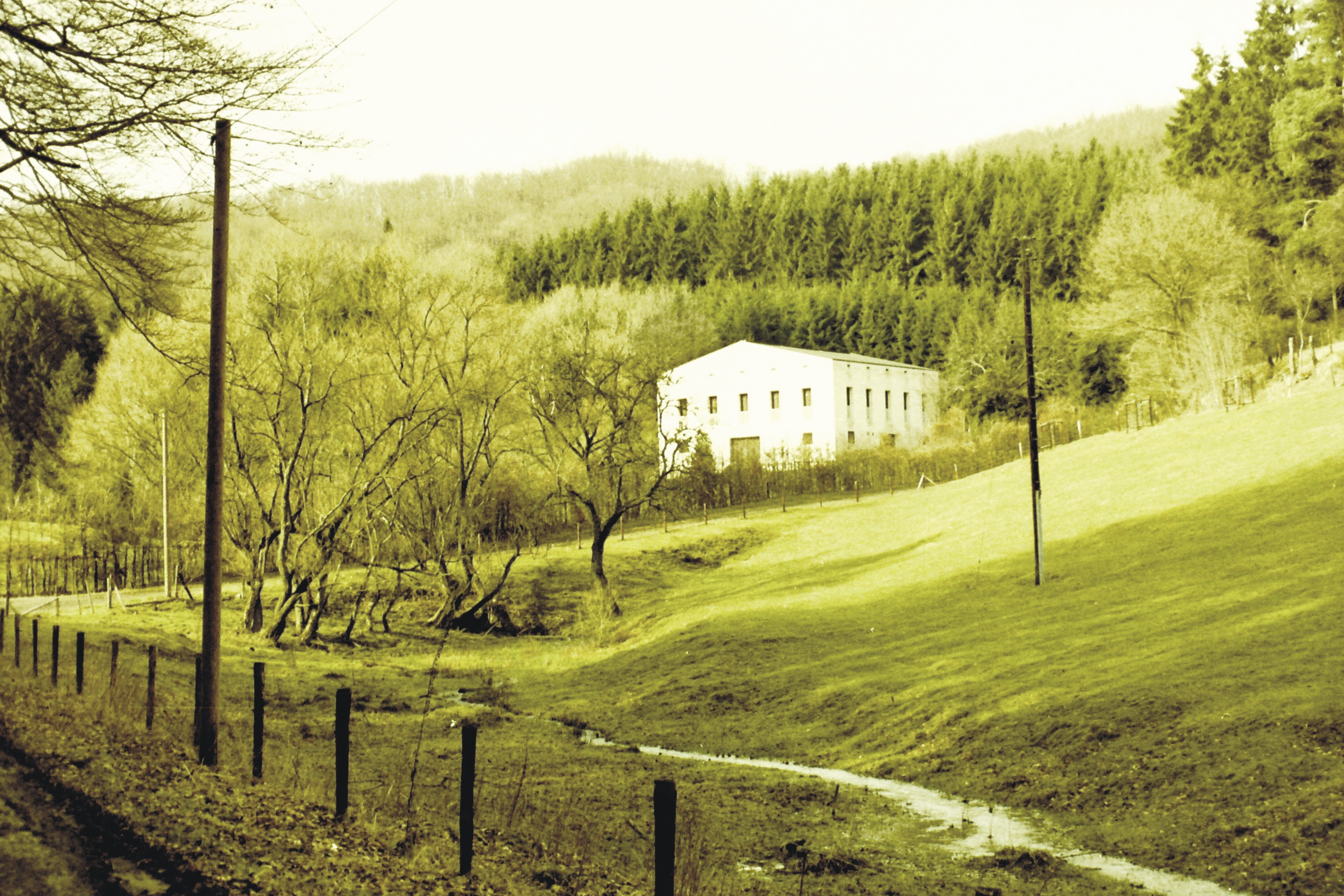
Glashütte Utscheid